# Copa Intercontinental de 1965
A sexta edição da Copa Intercontinental correu em 1965. Foi disputada em duas partidas entre o campeão europeu e o sul-americano.
A equipe italiana reconhece o título de 1965 como o segundo título mundial da equipe. Em 27 de outubro de 2017, após uma reunião realizada na Índia, o Conselho da FIFA reconheceu os vencedores da Copa Intercontinental como campeões mundiais.

## História
Pela primeira vez, houve uma edição da Copa Intercontinental cujos participantes eram os mesmos do torneio anterior.
A Internazionale apresentavas grandes expectativas, principalmente por ter vencido o Independiente na última edição do torneio, e este buscava revanche.
A Inter de Milão garantiu a vitória por 1–0 sobre o Benfica; e o Independiente chegou na competição após partidas mais equilibradas contra o Peñarol: Venceu por 1–0 no primeiro jogo, perdeu de 3–1 no segundo e venceu de 4–1 no jogo de desempate.

## Participantes
| Confederação | Equipe         | Classificação                                   | Participação |
| ------------ | -------------- | ----------------------------------------------- | ------------ |
| CONMEBOL     | Independiente  | Campeão da Copa Libertadores da América de 1965 | 2ª           |
| UEFA         | Internazionale | Campeão da Taça dos Campeões Europeus 1964-65   | 2ª           |

## Chaveamento
|  | A Classificação[NOTA] | A Classificação[NOTA] | A Classificação[NOTA] | A Classificação[NOTA] |   |                | Copa Intercontinental 1965 | Copa Intercontinental 1965 | Copa Intercontinental 1965 | Copa Intercontinental 1965 |
|  |                       |                       |                       |                       |   |                |                            |                            |                            |                            |
|  | Internazionale        | 1                     | –                     | –                     |   |                |                            |                            |                            |                            |
|  | Benfica               | 0                     | –                     | –                     |   |                |                            |                            |                            |                            |
|  | Benfica               | 0                     | –                     | –                     |   | Internazionale | 3                          | 0                          | –                          |                            |
|  |                       |                       |                       |                       |   | Internazionale | 3                          | 0                          | –                          |                            |
|  |                       | Independiente         | 0                     | 0                     | – |                |                            |                            |                            |                            |
|  | Independiente         | Independiente         | 0                     | 0                     | – | 1              | 1                          | 4                          |                            |                            |
|  | Independiente         |                       |                       |                       |   | 1              | 1                          | 4                          |                            |                            |
|  | Peñarol               | 0                     | 3                     | 1                     |   |                |                            |                            |                            |                            |

Notas
- NOTA^  Essas partidas não foram realizadas pela Copa Intercontinental. Ambas as partidas foram realizadas pelas finais da Liga dos Campeões da Europa e Copa Libertadores da América daquele ano.

## Finais
1° jogo
| 8 de setembro de 1965 | Internazionale              | 3 – 0 | Independiente | San Siro, Milão (Itália)                   |
| 21:30 h (UTC+1)       | Peiró 3' · Mazzola 22', 59' |       |               | Público: ≈60,000 Árbitro: Rudolf Kreitlein |

|  | Internazionale | Independiente |

| INTERNAZIONALE: |  |               |
|                 |  |               |
| G               |  | Sarti         |
| LD              |  | Burgnich      |
| Z               |  | Facchetti     |
| Z               |  | Bedin         |
| LE              |  | Guarneri      |
| M               |  | Picchi (C)    |
| M               |  | Jair da Costa |
| A               |  | Mazzola       |
| A               |  | Peiró         |
| A               |  | Suárez        |
| A               |  | Corso         |
| Treinador:      |  |               |
| Helenio Herrera |  |               |

| INDEPENDIENTE: |  |             |
|                |  |             |
| G              |  | Santoro     |
| LD             |  | Guzmán      |
| Z              |  | Navarro (C) |
| Z              |  | Pavoni      |
| LE             |  | Acevedo     |
| M              |  | Ferreiro    |
| M              |  | Bernao      |
| A              |  | De la Mata  |
| A              |  | Avallay     |
| A              |  | Rodríguez   |
| A              |  | Savoy       |
| Treinador:     |  |             |
| Manuel Giúdice |  |             |

2° jogo
| 15 de setembro de 1965 | Independiente | 0 – 0 | Internazionale | La Doble Visera, Avellaneda (Argentina)   |
| 21:00 h (UTC−3)        |               |       |                | Público: ≈55,000 Árbitro: Arturo Yamasaki |

|  | Independiente | Internazionale |

| INDEPENDIENTE: |  |             |
|                |  |             |
| G              |  | Santoro     |
| LD             |  | Guzmán      |
| Z              |  | Navarro (C) |
| Z              |  | Rolan       |
| LE             |  | Pavoni      |
| M              |  | Ferreiro    |
| M              |  | Bernao      |
| A              |  | Mura        |
| A              |  | Avallay     |
| A              |  | Mori        |
| A              |  | Savoy       |
| Treinador:     |  |             |
| Manuel Giúdice |  |             |

| INTERNAZIONALE: |  |               |
|                 |  |               |
| G               |  | Sarti         |
| LD              |  | Burgnich      |
| Z               |  | Facchetti     |
| Z               |  | Bedin         |
| LE              |  | Guarneri      |
| M               |  | Picchi (C)    |
| M               |  | Jair da Costa |
| A               |  | Mazzola       |
| A               |  | Peiró         |
| A               |  | Suárez        |
| A               |  | Corso         |
| Treinador:      |  |               |
| Helenio Herrera |  |               |

## Campeão
| Copa Intercontinental de 1965 |
| Itália                        |
| ----------------------------- |
| Internazionale (2º título)    |